# Léon Bartholomé
Pour les articles homonymes, voir Bartholomé.
Léon Bartholomé né à Lille le 5 avril 1868 et mort à Ypres le 14 février 1952 est un peintre et un graveur belge.

## Biographie
Léon Louis Bartholomé, né à Lille, rue du Faubourg-Notre-Dame, no 257, le 5 avril 1868, est le fils de Joseph Gustave Bartholomé, négociant, natif de Liège en 1818, et de Rose Espérance Célina Mottin (1829-1898), native de Hannut,.
Il est, en 1893, l'un des quinze membres fondateurs du mouvement Le Sillon, dont les affiliés désirent un retour vers la peinture traditionnelle, vers la tradition réaliste flamande et prônent une peinture représentant directement la nature. Leur objectif est le naturalisme,.
Il expose au Salon de Bruxelles de 1903 Intérieur en Provence, une aquarelle, de même qu'une eau forte intitulée En Famille. Au Salon de Bruxelles de 1907, il présente Quai des pêcheurs à Ostende, une aquarelle.
Membre de la Société nationale des beaux-arts, il expose au Salon des artistes français de 1929 une aquarelle, Fleurs, un dessin, Pêcheur de la Panne et une peinture, La Grand'place de Furnes.
Léon Bartholomé meurt, à l'âge de 83 ans, le 14 février 1952 à Ypres.

## Collections publiques
- Arlon, musée Gaspar, collections de l'Institut archéologique du Luxembourg : huile sur toile[7].

## Distinction
- Chevalier de l'ordre de Léopold (14 avril 1920)[8].